# Criva (Mołdawia)
Criva – wieś i gmina w Mołdawii, w rejonie Bryczany. W 2014 roku liczyła 1431 mieszkańców.

## Warunki geograficzne
Criva leży nad Prutem, przy trójstyku Mołdawii, Rumunii i Ukrainy. Na terenie wsi znajduje się najdalej na zachód wysunięty punkt Mołdawii oraz mołdawsko-ukraińskie przejście graniczne Criva−Mamałyga, przez które przebiegają ukraińska droga krajowa N10, łącząca się tu z mołdawską M5 (dawna radziecka M14: Odessa – Brześć, obecnie częściowo E583) oraz linia kolejowa Czerniowce – Ocnița ze stacją Criva.
Na terenie gipsowego kamieniołomu w Crivie odkryto w 1959 r. wejście do jaskini Kopciuszek, która ciągnie się pod terytoriami Ukrainy i Mołdawii.

## Historia
Pierwsza wzmianka o Crivie pochodzi z 1422 r., a kolejna z 1520 r.. Na podstawie pokoju w Bukareszcie kończącego wojnę rosyjsko-turecką wraz z całą Besarabią znalazła się w Imperium Rosyjskim (1812). Do 1918 r. w. znajdowała się we włości lipkańskiej ujezdu chocimskiego guberni besarabskiej.
Cerkiew św. Michała Archanioła została zbudowana w 1835 roku. W 1878 r. założono szkołę przycerkiewną, w której w 1911 r. w uczyło się 71 chłopców i 8 dziewcząt.
W 1892 r. włoscy specjaliści budowali we wsi linię kolejową, która połączyła Ocnițę z Nowosielicą.
W latach 1918–1940 i 1941–1944 w Królestwie Rumunii (județul Hotin, plasa Lipcani). W latach 1940–1941 i 1944–1991 w Mołdawskiej SRR, a następnie w niepodległej Mołdawii.
W Crivie urodził się Mihai Munteanu (1943).